# 2С35
2С35 «Коалиция-СВ» — российский 152-мм межвидовой артиллерийский комплекс[неизвестный термин] (самоходная артиллерийская установка, САУ) на шасси танка «Т-90» с максимальной дальностью стрельбы до 70 км, максимальным возимым боевым запасом до 70 выстрелов и скорострельностью до 16 выстрелов в минуту.
Название «Коалиция-СВ» связано с первым прототипом, имевшим на вооружении двуствольную 152-мм гаубицу 2А86, для достижения техзадания по скорострельности («коалиция» — соединение более чем одного элемента). В процессе разработки ТТХ техзадания удалось достичь с одним стволом, но название осталось.
2С35 разработана в нижегородском ОАО «Центральный научно-исследовательский институт „Буревестник“» (разработка началась в 2002 году в ответ на лучшие образцы артиллерийского вооружения стран НАТО).
Предназначена для уничтожения тактических ядерных средств, артиллерийских и миномётных батарей, танков и другой бронированной техники, противотанковых средств, живой силы, средств ПВО и ПРО, пунктов управления, а также для разрушения полевых фортификационных сооружений и создания препятствий для передвижения противника в глубине его обороны.
9 мая 2015 года новый межвидовой артиллерийский комплекс 2С35 «Коалиция-СВ» был впервые официально представлен в Москве на Параде в честь 70-й годовщины Победы в Великой Отечественной войне. В конце 2023 года САУ начала поступать в российские войска.

## История создания

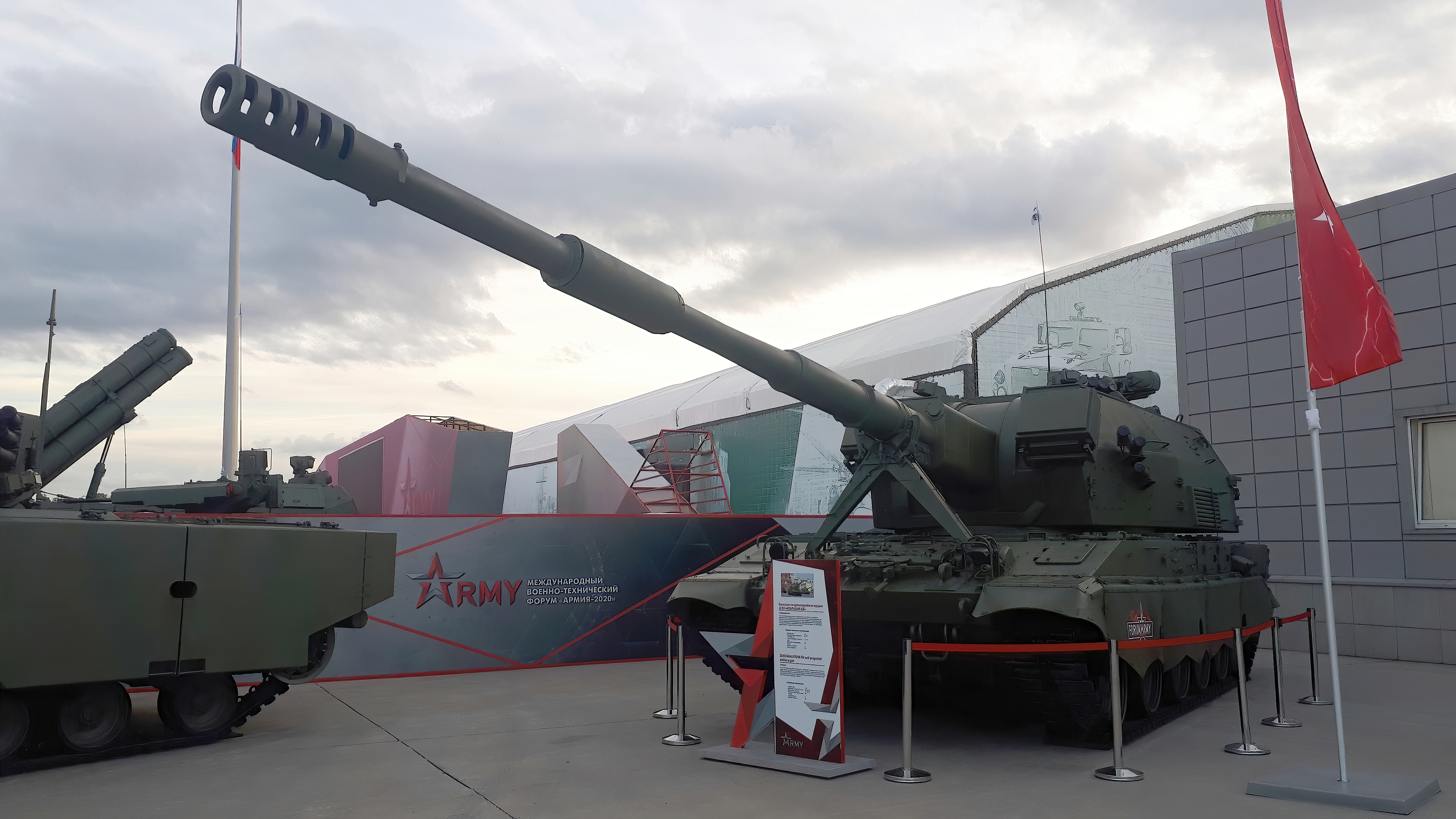
2С35 на выставке «Армия-2020»

В 1989 году на вооружение артиллерийских полков мотострелковых и танковых дивизий Советской армии была принята 152-мм самоходная гаубица 2С19 «Мста-С». По своим характеристикам на момент принятия на вооружение она приблизительно соответствовала своим зарубежным аналогам, однако, уже в начале 1990-х годов, странами-участницами НАТО был принят «Совместный меморандум о баллистике» (Joint Ballistic Memorandum of Understanding), определявший новый стандарт для 155-мм гаубиц и устанавливавший максимальную дальность стрельбы осколочно-фугасными снарядами в 30 км, а активно-реактивными — в 40 км. С целью ликвидации отставания дивизионной артиллерии России от артиллерии стран НАТО была начата разработка новой модификации 2С19 под наименованием 2С33 «Мста-СМ» (в некоторых источниках приводится индекс 2С19М).
Параллельно с работами по модернизации «Мсты» в 3-м ЦНИИ велись исследования по вопросу дальнейшей унификации артиллерийского вооружения самоходных гаубиц с системами морского базирования, а в ЦНИИ «Буревестник» прорабатывалась возможность создания трёхствольного артиллерийского комплекса. Из-за распада СССР и тяжёлого финансового положения России работы были остановлены, и только в начале 2002 года под руководством главного конструктора А. П. Рогова отдел № 0514 нижегородского ЦНИИ «Буревестник» спроектировал модель многофункционального перспективного боевого модуля, вооружённого двухствольной перспективной артиллерийской системой. В результате успешной демонстрации разработанного модуля было принято решение о разработке и изготовлении в течение двух лет экспериментального образца новой артиллерийской системы. К марту — апрелю 2003 года были спроектированы и приняты к дальнейшей работе оптимальные конструкции люльки, обоймы, направляющих и поршневого затвора орудия.
После окончательного согласования, было начато изготовление орудия. ОАО «Мотовилихинские заводы» изготовило детали ствольно-затворной группы и люльки, в то время как ЦКБ «Титан» изготовило систему пневмодосылки снарядов. В июле 2003 года конструкторскими отделениями ЦНИИ «Буревестник» на базе буксируемой гаубицы Б-4 было начато конструирование стенда для стрельбовых испытаний. В июне — июле 2004 года завершилась сборка и отладка стенда, а к сентябрю были получены результаты испытаний, подтвердившие правильность конструктивных решений артиллерийской системы. Одновременно со стендом на базе гаубицы Б-4 на Уральском заводе транспортного машиностроения был изготовлен подвижный комплексный стенд, представлявший собой САУ 2С19 с установленным вместо гаубицы 2А64 двуствольным орудием. Данный стенд также прошёл испытания, подтвердившие работоспособность конструкции механизмов заряжания будущей перспективной САУ. Помимо планируемого двуствольного варианта (названного «коалиция» из-за соединения двух стволов), также был изготовлен и испытан обычный одноствольный вариант орудия, размещённый на шасси самоходной пушки 2С5. По результатам анализа в дальнейшем было принято решение отказаться от двуствольной схемы, так как одноствольный вариант обладал большей надёжностью работы механизмов и меньшей ценой. Несмотря на провал примерно десятилетней разработки «коалиции», имя уже было принято и, поэтому, досталось обычному самоходному орудию, разработку которого продолжили. Полученные проработки легли в основу ОКР под наименованием «Коалиция-СВ» (индекс ГРАУ — 2С35).
Официально работы по созданию 2С35 были начаты в 2006 году. В 2011 году был завершён этап выпуска рабочей конструкторской документации для колёсного и гусеничного вариантов системы, а также транспортно-заряжающей машины к ним. К 2013 году Уральским заводом транспортного машиностроения были изготовлены первые два опытных образца САУ «Коалиция-СВ», а в 2014 году сдана серия из 10 единиц 2С35, принявших участие в юбилейном Параде победы на Красной площади.
11 марта 2016 года полковник Игорь Мугинов от лица Западного военного округа сообщил, что до конца 2016 года в ЗВО поступит на вооружение первая партия САУ 2С35 «Коалиция-СВ»
По сообщению заместителя министра обороны РФ Юрия Борисова 9 февраля 2018 года, государственные войсковые испытания САУ 2С35 «Коалиция-СВ» завершатся в 2020 году.
2 января 2019 года по сообщениям СМИ, со ссылкой на источники в Минобороне, — в ходе испытаний была подтверждена возможность поражения целей на дальности до 80 км.
В декабре 2019 года генеральный директор «Уралтрансмаш» сообщил, что первая опытная партия 2С35 «Коалиция-СВ» изготовлена и готова к передаче в войска. С учётом небольшой партии уже произведённых машин, участвовавших в параде, возможно, речь шла о первых машинах в полностью серийном облике.
В августе 2023 года первый заместитель гендиректора «Ростех» Владимир Артяков сообщил, что серийное производство САУ «Коалиция-СВ», а также выпуск транспортно-загрузочной машины уже развернуто, до завершения испытаний, которые планируется завершить в 2023 году.
Госиспытания САО «Коалиция-СВ» были завершены в середине октября 2023 года.
5 января 2024 года ТАСС сообщило, что российские войска получили первые САУ «Коалиция-СВ».

## Модификации
Помимо гусеничного варианта САУ 2С35, разрабатывается также колёсный вариант, получивший обозначение 2С35-1 «Коалиция-СВ-КШ». В отличие от гусеничного, вариант САУ «Коалиция-СВ-КШ» размещается на доработанной базе грузового автомобиля КамАЗ-6560. Основные доработки шасси коснулись усиления каркаса рамы грузовика. Как и базовая САУ 2С35, 2С35-1 имеет необитаемое боевое отделение, экипаж САУ размещается в бронированной кабине шасси. Время развёртывания составляет до полутора минут. Принятие на вооружение САУ 2С35-1 планировалось в 2015 году, одновременно с базовым вариантом.
В рамках инициативных работ, проводимых ЦНИИ «Буревестник», на базе модифицированной ОАО «Мотовилихинские заводы» артиллерийской части САУ «Коалиция» было разработано опытное орудие, работающее на новых физических принципах, позволяющее повысить максимальную дальность стрельбы в 1,5 раза. Полученные в ходе опытных работ результаты определили дальнейшую перспективу развития артиллерийских систем. 

Также, как заявил генеральный директор ЦНИИ «Буревестник», на базе самоходной гаубицы «Коалиция-СВ» будет создан артиллерийский комплекс для Береговых войск ВМФ.

## Описание конструкции

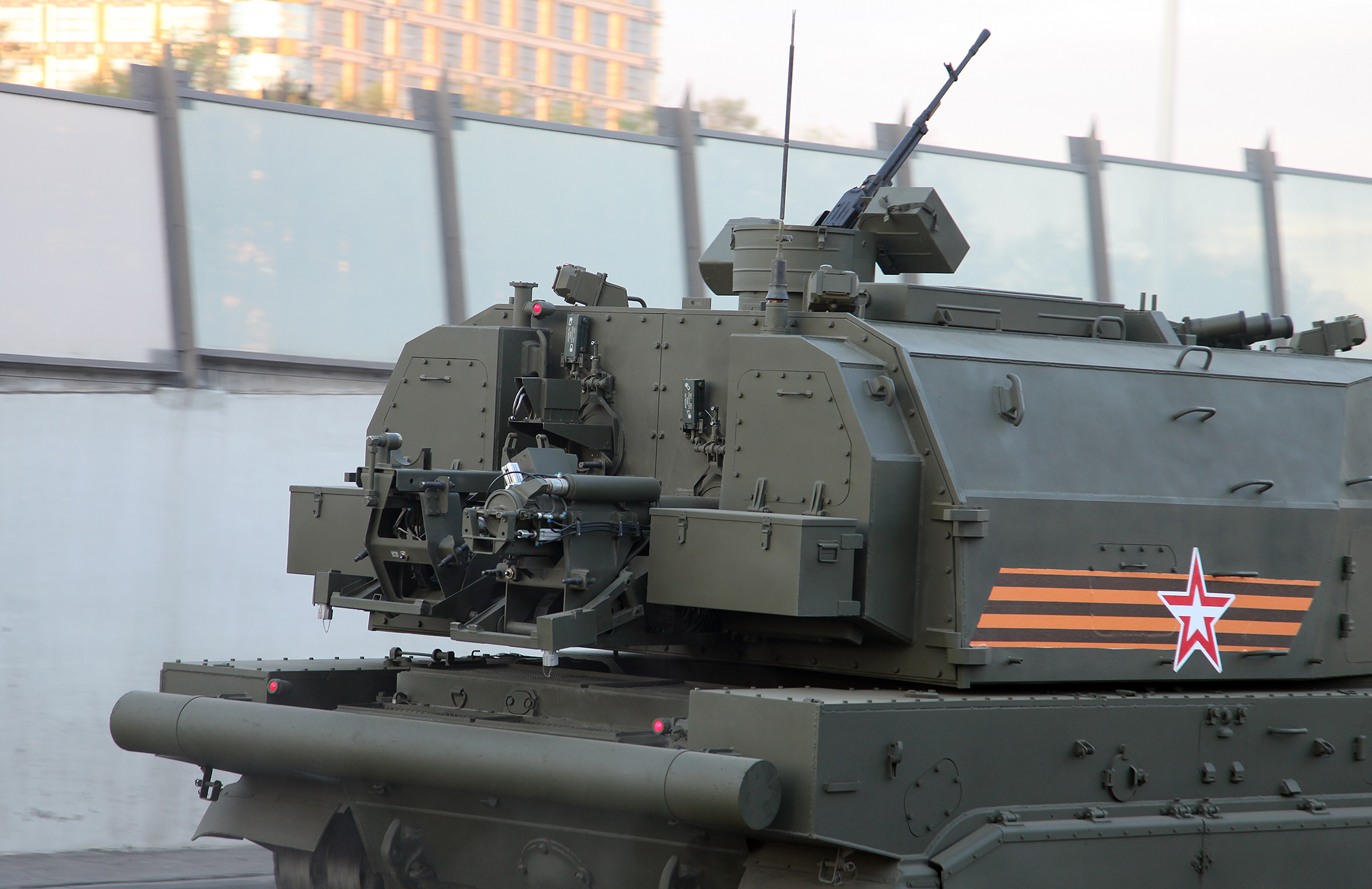
Кормовая часть башни с установленной на крыше турелью 6С21

### Броневой корпус и башня
2С35 «Коалиция-СВ» выполнен по башенной схеме. Корпус машины по геометрии подобен корпусу танка Т-90 и разделён на три отделения: отделение управления, боевое и силовое (моторно-трансмиссионное). По сравнению с танком Т-90 передняя часть корпуса существенно видоизменена для размещения в ней отделения управления. Посередине отделения управления расположено место механика-водителя с органами управления шасси, а слева и справа от него соответственно размещены места командира орудия и наводчика. В средней части корпуса располагается безлюдное боевое отделение. Процесс формирования выстрела и заряжание орудия производятся в полностью автоматическом режиме. В поворотной башне САУ установлено 152-мм орудие 2А88. По левому и правому борту башни, а также на крыше установлены гранатомёты системы 902 для постановки дымовых завес. В передней и задней частях крыши находятся по два датчика предупреждения о лазерном облучении САУ. В корме находится моторно-трансмиссионное отделение с силовой установкой.
Согласно данным Пентагона, бронирование башни усилено по сравнению с Мста-С с 15 мм до 20 мм, при этом используется новая композитная противоосколочная броня (правда, в карточке САУ в базе данных Пентагоне указано, что это максимальный уровень бронирования башни, но где именно он применен (боекомплект или лобовая броня) не указано)

### Вооружение

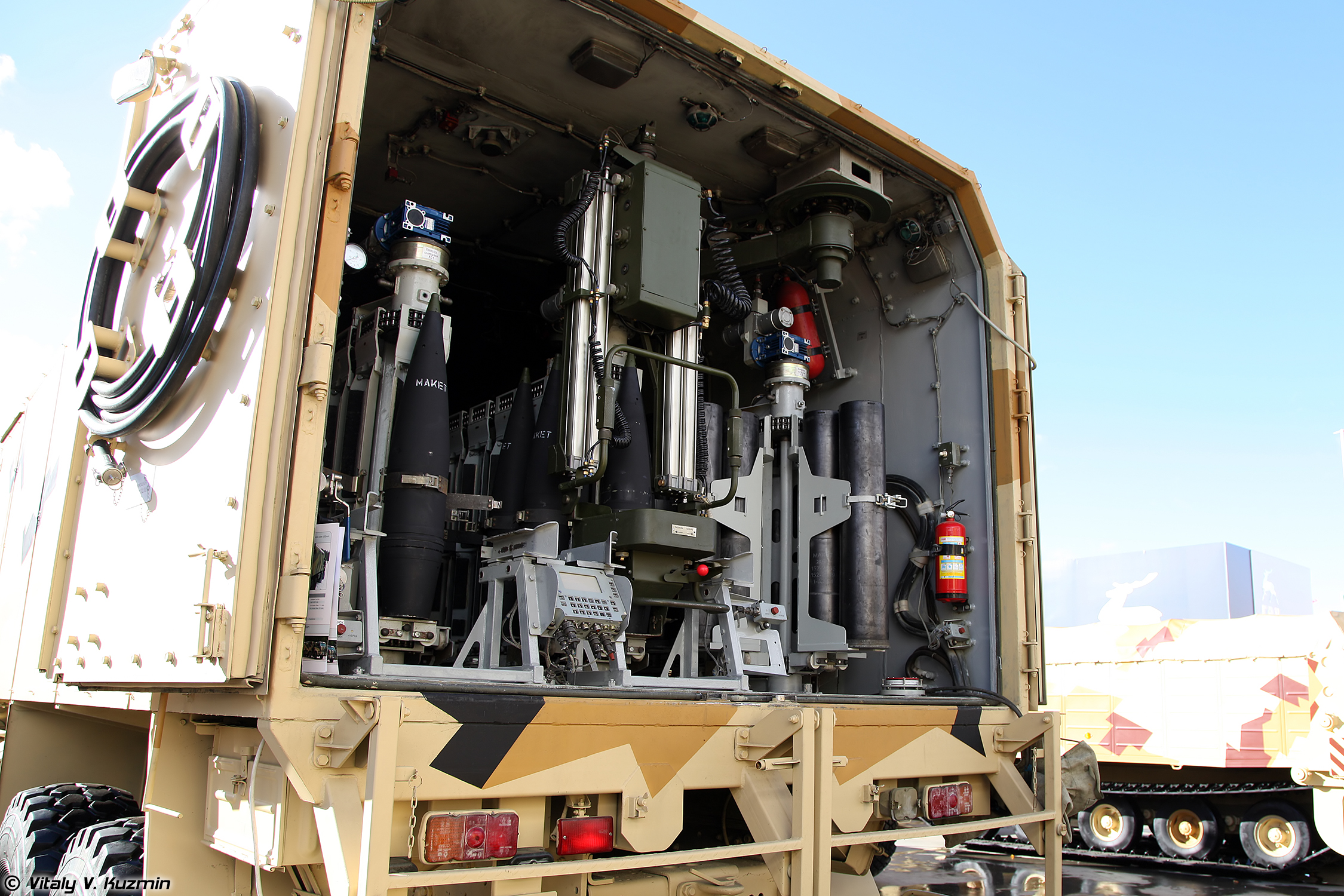
Транспортно-загрузочная машина (ТЗМ) 2Ф66-1.

Основным вооружением САУ 2С35 является 152-мм орудие 2А88. На дульном срезе трубы 2А88 закреплён дульный тормоз. Заряжание орудия модульное. 
Досылка снаряда в канал ствола производится с помощью пневматического механизма заряжания. Конструкция механизма заряжания обеспечивает заряжание САУ при любых углах вертикального наведения без возвращения ствола на линию заряжания. Выстрел осуществляется микроволновой системой инициирования заряда. Благодаря применённой конструкции механизмов заряжания на САУ 2С35 обеспечен высокий темп стрельбы. Разные источники оценивали скорострельность САУ 2С35 в 16 выстрелов в минуту или более 10 выстрелов в минуту, что вызывало сложности интерпретации реальных ТТХ САУ. Командование подготовки и разработки доктрин Армии США (TRADOC) в своей базе данных OE Data Integration Network (ODIN) по САУ пояснило, что САУ имеет два режима стрельбы. «Нормальный режим» («Normal Rate of Fire») со скоростью 12 выстрелов в минуту и «режим максимальной скорости стрельбы» («Max Rate of Fire») в 16 выстрелов в минуту. Каких-то подробностей при каких условиях возможно использование режима максимальной скорости стрельбы не приводится.
В основной боекомплект САУ 2С35 входят осколочно-фугасные снаряды, а также управляемые снаряды, созданные на основе снаряда «Краснополь». Кроме того, предусмотрено использование снарядов специального назначения, таких как осветительные, дымовые и зажигательные. Максимальная дальность стрельбы составляет 80 км, при этом точность на больших дистанциях обеспечивается за счёт управляемых снарядов с собственными раскрывающимися рулями и с навигацией по ГЛОНАСС.
Возимый боекомплект САУ составляет 70 выстрелов. Для снабжения САУ выстрелами конструкторским бюро Центрального научно-исследовательского института «Буревестник» на базе грузового автомобиля КамАЗ-6560 была разработана универсальная транспортно-загрузочная машина 2Ф66-1, способная перевозить снаряды калибра 120—155 мм. Общий возимый боекомплект в механизированных укладках составляет 92 выстрела, а время загрузки САУ составляет 15 минут.
В качестве дополнительного вооружения на крыше башни 2С35 установлена дистанционно-управляемая турельная установка 6С21 с 12,7-мм пулемётом Корд. Установка состоит из блока вооружения, приводов наведения и лазерного дальномера. Управление осуществляется через телевизионные каналы, углы вертикального наведения составляют от −5° до +75°. Боекомплект в патронной коробке — 200 патронов.

### Радары для системы управления огнём
Согласно данным ODIN в состав системы управления огнем САУ могут входить два доплеровских радара (доплеровские радары для артиллерийских систем также используются как опциональное оборудование для САУ M109A6 Paladin и PzH 2000). Назначение этих радаров - точное определение траектории снаряда, что позволяет избежать традиционного «пристрелочного выстрела». Обычно артиллерия сначала делает одиночный выстрел по цели, который существенно отклоняется от цели из-за ветра, влажности и т. п. погодных условий, после чего выполняется корректировка стрельбы с внесением необходимых поправок. Однако корректировка артиллерийской стрельбы требует наличия того или иного средства корректировки (БПЛА, наземный корректировщик). Кроме этого, пристрелочный выстрел фактически дает понять цели, что далее будет выполняться её артиллерийский обстрел, поэтому цель после разрыва пристрелочного выстрела может изменить позицию или отправиться в укрытие. В случае, если САУ имеет доплеровский радар, совмещённый с системой управления стрельбой, то пока ещё первый снаряд находится в полете, то по отклонению его траектории СУО вносит необходимые поправки и выпускаются ещё несколько выстрелов, не дожидаясь приземления первого снаряда. Наиболее эффективно данный метод используется в САУ, имеющих функцию «огневого налёта» с выпуском сразу нескольких снарядов

### Специальное оборудование
2С35 «Коалиция-СВ» оснащён системой автоматизированного управления процессами наведения орудия, выбора цели, навигации и позиционирования САУ. Рабочие места наводчика и командира оснащены дисплеями, на которых отображается информация единой информационно-командной системы. Интеграция самоходных артиллерийских установок 2С35 в Единую систему управления тактического звена позволяет принимать целеуказания по цифровому каналу связи, осуществлять круглосуточный обзор местности как днём, так и в тёмное время суток, выполнять автономный расчёт установок для стрельбы и корректировать свой огонь.
В необитаемой башне САУ установлена система автоматического газового пожаротушения «Радуга-2»
САУ имеет систему охлаждения ствола на спиртовом растворе, для более длительной стрельбы.

## Организационная структура
САУ 2С35 предназначена для вооружения артиллерийских бригад армейского подчинения сухопутных войск.

## Оценка боевой машины

### Сравнительная таблица ТТХ 2С35 с артиллерийскими системами предыдущего поколения
|                                     | 2С19М2              | 2С33                | 2С35                  |
| ----------------------------------- | ------------------- | ------------------- | --------------------- |
| Изображение                         |                     |                     |                       |
| Год принятия на вооружение          | 2012                | отменена            | 2016                  |
| Боевая масса, т                     | 43,24               | 42,0                | 48,0                  |
| Экипаж, чел.                        | 5                   | 5                   | 3                     |
| Марка орудия                        | 2А64М2              | 2А79                | 2А88                  |
| Длина ствола, клб                   | 47                  |                     | 52                    |
| Тип заряжания                       | раздельно-гильзовое | раздельно-гильзовое | модульное (картузное) |
| Углы ВН, град.                      | −4...+68            | −4...+70            | -7...+70              |
| Углы ГН, град.                      | 360                 | 360                 | 360                   |
| Возимый боезапас, выстр.            | 50                  | 50                  | 50—70                 |
| Максимальная дальность стрельбы, км | 29                  | более 40            | 70                    |
| Боевая скорострельность, выстр/мин  | 10                  | более 10            | 11—16                 |
| Калибр зенитного пулемёта, мм       | 12,7                | 12,7                | 12,7                  |

САУ 2С35 «Коалиция-СВ» по сравнению с 2С19М2 «Мста-С» обладает существенно увеличенной максимальной дальностью стрельбы (80 км против 29 км) и повышенной в 1,5 раза скорострельностью. 
Так же, как и САУ  «Мста-С», в 2С35 реализована функция «одновременного огневого налёта», которая позволяет поражать цель одновременно несколькими снарядами, выпущенными из одной САУ и находящимися на разных траекториях полёта. Кроме того, в боекомплект 2С35 входят снаряды повышенного могущества.
Экипаж САУ сокращён до трёх человек. Ведение стрельбы полностью автоматизировано и не требует наличия членов расчёта орудия в боевом отделении.
САУ имеет очень высокую скорость готовности к стрельбе — 1,5 минуты с момента прибытия на позицию, и после стрельбы может покинуть ее менее чем за 1 минуту.

### Сравнительная таблица ТТХ 2С35 с зарубежными аналогами
|                                            | 2С35                              | PzH 2000                    | XM2001         | PLZ-05   | AS-90 «Braveheart» |
| ------------------------------------------ | --------------------------------- | --------------------------- | -------------- | -------- | ------------------ |
| Год принятия на вооружение                 | 2023                              | 1998                        | 2006 (отменён) | 2007     | 1998               |
| Боевая масса, т                            | 48—55                             | 55,33                       | 43,64          | 43       | 45                 |
| Экипаж, чел.                               | 3                                 | 5                           | 3              | 4        | 5                  |
| Калибр орудия, мм                          | 152,4                             | 155                         | 155            | 155      | 155                |
| Длина ствола, клб                          | 52                                | 52                          | 56             | 52       | 52                 |
| Углы ВН, град.                             | -7...+70                          | −2,5...+65                  | −3...+75       | −3...+68 | −5...+70           |
| Углы ГН, град.                             | 360                               | 360                         | 360            | 360      | 360                |
| Возимый боезапас, выстр.                   | 65                                | 60                          | 50             | 30       | 48                 |
| Максимальная дальность стрельбы ОФС, км    | 40                                | 30-36                       |                | 39       | 30                 |
| Максимальная дальность стрельбы АР ОФС, км |                                   | 40—47 (DM121) 54—67 (V-LAP) | более 40       | 53       | 41                 |
| Максимальная дальность стрельбы УАС, км    | 70                                |                             | 57             | 25       |                    |
| Боевая скорострельность, выстр/мин         | Нормальная — 12 Максимальная — 16 | 10                          | 10—12          | до 8     | до 6               |
| Калибр зенитного пулемёта, мм              | 12,7                              | 7,62                        | 12,7           | 12,7     | 7,62               |
| Максимальная скорость по шоссе, км/ч       | Гусеничная — 65 Колесная — 90     | 60                          | 67             | 65       | 53                 |
| Запас хода по шоссе, км                    | Гусеничная — 800 Колесная — 1000  | 420                         | 405            | 450      | 420                |

После принятия в начале 1990-х годов странами-участницами НАТО «Совместного меморандума о баллистике» рядом государств были начаты работы по созданию новых САУ или модернизации уже существующих самоходных артиллерийских установок с оснащением 155-мм стволом длиной 52 калибра и объёмом зарядной каморы в 23 литра. К 1998 году в Германии было развёрнуто серийное производство самоходных гаубиц PzH 2000, созданных на базе ранее отменённого проекта PzH 70. В отличие от предшественника PzH 2000 вооружена орудием с новой баллистикой, что позволило увеличить дальность стрельбы снарядами DM121 до 30—36 км, снарядами с активным донным газогенератором M1711 до 40-47 км. Возможно также использование разработанных в ЮАР экспериментальных активно-реактивных снарядов V-LAP (см. САУ G6)  с дальностью 54—67 км. Кроме того, скорострельность была увеличена до 8—10 выстрелов в минуту. 
По сравнению с PzH-2000 — САУ «Коалиция-СВ» имеет большую максимальную дальность стрельбы, меньшую массу, меньший экипаж (3 человека против 5). Кроме того, заряжание и ведение стрельбы из САУ PzH-2000 автоматизированы не полностью, как и у других современных аналогов 2С35.
По оценкам Министерства обороны РФ — по комплексу характеристик САУ 2С35 превосходит аналогичные системы в 1,5—2 раза. По сравнению с состоящими на вооружении ВС США буксируемыми гаубицами M777 и самоходными M109 — «Коалиция-СВ» имеет более высокую степень автоматизации, повышенную скорострельность и дальность стрельбы, отвечающую современным требованиям ведения общевойскового боя.
National Interest отмечает, что «Коалиция-СВ» имеет существенное преимущество даже перед последними модернизациями M109 версии PIM (M109A7 «Паладин»), так как по дальности стрельбы основная американская САУ возможно существенно уступает «Коалиции-СВ» и, по мнению экспертов National Interest, дальность стрельбы является решающим преимуществом в артиллерийской дуэли.

## На вооружении
- Россия — 8 единиц в тестовой эксплуатации на 2024 год[54].